# Cetrelia alaskana
Cetrelia alaskana är en lavart som först beskrevs av W. L. Culb. & C. F. Culb., och fick sitt nu gällande namn av W. L. Culb. & C. F. Culb. Cetrelia alaskana ingår i släktet Cetrelia och familjen Parmeliaceae.   Inga underarter finns listade i Catalogue of Life.